# 又一村 (選區)
又一村（英語：Yau Yat Tsuen，代號F24）是香港深水埗區議會下轄的選區，2007年設立，以低密度住宅為主，2023年取消，末任區議員為獨立民主派的劉偉聰。

## 範圍
選區位於又一村，故以此為名，包括筆架山、香港城市大學及周邊樓宇為主，橫跨龍翔道至界限街，西邊到大坑東，東邊以東鐵綫為界，計有海棠路一帶低密度住宅、瑰麗新村、畢架山峰、又一居、又一村花園、德智苑等。與其相鄰的選區有龍坪及上白田、下白田及南山、大坑東及大坑西、九龍城區的九龍塘及油尖旺區的旺角東選區。選區名稱來自又一村地名，投票站設於瑪利諾神父教會學校，2015年則設於聖母玫瑰書院

## 沿革
又一村選區由原大坑東及又一村選區中的又一村部分及龍坪選區的歌和老街、筆架山部分於2007年合併而成。由於西九龍填海區（俗稱西九四小龍）及歌和老街近筆架山地區人口增加，原南昌五區、九龍仔（大坑東及大坑西）、白田及石硤尾區需要重劃以騰出議席予西九龍填海區範圍。原本分散在大坑東及又一村和龍坪選區的平房及豪宅屋苑組劃為本選區，而這劃法被指以社區階級劃界。
2007年區議會選舉，代表民協的原大坑東及又一村區議員梁錦滔於本區爭取連任，而居於又一村的委任區議員郭振華因六六原則未能再於2008年得到委任，亦選擇於本區競選連任。由於二人由八十年代開始擔任區議員，加上這是一個新選區，雙方被視為勢均力敵。最終郭取得1,031票比梁的740票多，郭振華當選。
2011年區議會選舉，郭振華於本區參選連任，民協改派原九龍城區議員李健勤到本區參選，結果李以555票敗給郭的1,451票，郭振華成功連任。2012年郭氏更獲建制派所推薦，當選深水埗區議會主席，其後加入經民聯。
2015年區議會選舉，上屆於葵青區新石籬選區落敗的自由黨青年團主席李梓敬落戶本區，預算出選，後來郭振華宣佈因健康理由放棄競逐連任並退出政壇，社民連有見重要對手棄選，為阻止自由黨乘虛而入取得此選區，派出居於又一村的新人周嘉發狙擊李梓敬，令選舉由中產之爭變成左、右翼大決鬥，最後李梓敬以2,277票的大比數擊敗得982票的周嘉發而當選。而郭振華2017年開始擔任香港工業總會主席，更出任回收基金諮詢委員會主席、能源諮詢委員會主席、勞工顧問委員會委員、創新、科技及再工業化委員會委員、工業貿易諮詢委員會委員、香港貿易發展局理事會成員及個人資料私隱委員會委員等公職，較區議會時代更為繁忙。
2019年區議會選舉，李梓敬受到民主派的獨立素人劉偉聰的挑戰，其間劉的一張以貓為主角的橫額，吸引網民討論，結果李梓敬僅以96票差距敗給劉偉聰，李連任失敗，也是首次由民主派人士奪取本區議席。2021年9月，劉偉聰因在新宣誓要求下被裁定宣誓未被確認，即時離任區議員一職。

## 歷屆議員
| 屆別                  | 議員   | 政治聯繫         |      |
| --------------------- | ------ | ---------------- | ---- |
| 2008年－2011年        | 郭振華 | 九龍社團聯會     |      |
| 2012年－2015年        | 郭振華 | 香港經濟民生聯盟 |      |
| 2016年－2019年        | 李梓敬 | 自由黨           |      |
| 2020年－2021年9月29日 | 劉偉聰 | 獨立民主派       |      |
| 2021年9月30日－2023年 | 懸空   | 懸空             | 懸空 |

## 歷屆選舉結果
| 政党   | 政党       | 候选人    | 票数  | %     | ±      |
| ------ | ---------- | --------- | ----- | ----- | ------ |
|        | 獨立民主派 | ①. 劉偉聰 | 2,487 | 50.98 | 不適用 |
|        | 自由黨     | ②. 李梓敬 | 2,391 | 49.02 | -20.85 |
| 多数票 | 多数票     | 多数票    | 96    | 1.96  | -38.28 |

| 政党   | 政党         | 候选人    | 票数  | %     | ±      |
| ------ | ------------ | --------- | ----- | ----- | ------ |
|        | 社會民主連線 | ①. 周嘉發 | 982   | 30.13 | 不適用 |
|        | 自由黨       | ②. 李梓敬 | 2,277 | 69.87 | 不適用 |
| 多数票 | 多数票       | 多数票    | 1,295 | 39.74 | -4.93  |

| 政党   | 政党         | 候选人    | 票数  | %     | ±      |
| ------ | ------------ | --------- | ----- | ----- | ------ |
|        | 民協         | ①. 李健勤 | 555   | 27.67 | 不適用 |
|        | 九龍社團聯會 | ②. 郭振華 | 1,451 | 72.33 | +14.11‬ |
| 多数票 | 多数票       | 多数票    | 896   | 44.67 | +28.24 |

| 政党   | 政党         | 候选人    | 票数  | %     | ±      |
| ------ | ------------ | --------- | ----- | ----- | ------ |
|        | 民協         | ①. 梁錦滔 | 740   | 41.78 | 新選區 |
|        | 九龍社團聯會 | ②. 郭振華 | 1,031 | 58.22 | 新選區 |
| 多数票 | 多数票       | 多数票    | 291   | 16.43 | 新選區 |